# Estigmene packardii
Estigmene packardii là một loài bướm đêm thuộc phân họ Arctiinae, họ Erebidae.